# Octavio Becerril
Octavio Becerril Morales (31 de marzo de 1964, Azcapotzalco, Ciudad de México) es un exfutbolista mexicano. Jugó como defensa central su equipo de retiro fue el Club Necaxa de la Primera División de México.

## Trayectoria
llevó a la escuela del Deportivo Toluca, donde subió a través de las divisiones juveniles hasta las reservas profesionales. Finalmente debutó en el PRODE 85, ese torneo corto que sirvió de preludio al mundial de México 86 para la 86/87 ya se había ganado un lugar asegurado en la cancha y empezó a tener juegos como titular. Para el siguiente torneo ya era parte del once inicial y así se mantuvo hasta la 90/91. Con Los Diablos jugó un par de liguillas y ganó una Copa México.
De ahí fue buscado por Veracruz y se mudó al puerto, se ganó algunos llamados a la selección en ese entonces,  jugó tres temporadas y casi no salió del cuadro titular, allá también disputó un repechaje y una liguilla.  El ascenso máximo de su carrera lo encontró cuando llegó al Club Necaxa de Manuel Lapuente para la 94/95. Ahí formó una excelente defensa con jugadores, en la que alternaba Marcial Mendoza , "el Cuchillo" Herrera , Ignacio Ambriz, José María Higareda, Gerardo Esquivel, Salvador Cabrera y  Eduardo Vilches. Esa temporada logró el campeonato contra Cruz Azul, bicampeonato contra Celaya la siguiente temporada. 
la final la ganó Santos, en el Torneo Invierno 96.
Al siguiente torneo una lesión lo alejó de las canchas por algunos partidos pero para el Verano 98 ya había recuperado la titularidad, por lo que también jugó los partidos de la final que perdería frente a su primer equipo, contra Toluca en el Verano 98. En Invierno 98 otra lesión lo dejó fuera 15 días y empezó a perder su lugar en el once. Durante el 1999 y el 2000  acompañó al equipo durante el Mundial de clubes 2000 de Brasil, donde se obtuvo el tercer lugar frente al Real Madrid, decide retirarse tras el Verano 2000.
fungió por muchos años como auxiliar en Necaxa, intercalando esa experiencia con la de estratega principal en Correcaminos de la UAT donde logra el campeonato y Alacranes de Durango, Irapuato incluso debutó como técnico interino en Primera División al mando de los mismos Rayos, en el Apertura 2008 e integró el cuerpo técnico del Club Deportivo Irapuato en la División de Ascenso.

## Estadísticas

### Clubes
| Deportivo Toluca · México |               |               |     |    |    |   |   |     |     |   |
| 1ª | 1985-86       | 17            | 0   | -  | -  | - | - | 17  | 0   |   |
| 1ª | 1986-87       | 26            | 1   | -  | -  | - | - | 26  | 1   |   |
| 1ª | 1987-88       | 35            | 1   | 4  | 1  | - | - | 39  | 2   |   |
| 1ª | 1988-89       | 29            | 2   | 6  | 0  | - | - | 35  | 2   |   |
| 1ª | 1989-90       | 29            | 1   | 3  | 0  | - | - | 32  | 1   |   |
| 1ª | 1990-91       | 29            | 0   | 3  | 0  | - | - | 32  | 0   |   |
| Total club | Total club    | 165           | 5   | 16 | 1  | - | - | 181 | 6   |   |
| C.D. Veracruz · México |               |               |     |    |    |   |   |     |     |   |
| 1ª | 1991-92       | 36            | 0   | 4  | 2  | - | - | 40  | 2   |   |
| 1ª | 1992-93       | 32            | 0   | -  | -  | - | - | 32  | 0   |   |
| 1ª | 1993-94       | 29            | 0   | -  | -  | - | - | 29  | 0   |   |
| Total club | Total club    | 97            | 0   | 4  | 2  | - | - | 101 | 2   |   |
| I.D. Necaxa · México |               |               |     |    |    |   |   |     |     |   |
| 1ª | 1994-95       | 31            | 0   | 3  | 0  | 3 | 0 | 37  | 0   |   |
| 1ª | 1995-96       | 31            | 0   | 2  | 0  | 3 | 0 | 36  | 0   |   |
| 1ª | 1996-97       | 30            | 1   | 5  | 0  | 2 | 0 | 37  | 1   |   |
| 1ª | 1997-98       | 24            | 0   | -  | -  | - | - | 24  | 0   |   |
| 1ª | 1998-99       | 17            | 0   | 0  | 0  | 1 | 0 | 18  | 0   |   |
| 1ª | 1999-00       | 6             | 0   | -  | -  | 0 | 0 | 6   | 0   |   |
| Total club | Total club    | 139           | 1   | 10 | 0  | 9 | 0 | 158 | 1   |   |
| Total carrera | Total carrera | Total carrera | 401 | 6  | 30 | 3 | 9 | 0   | 440 | 9 |
| (1)Incluye datos de la Copa México y Pre Pre Libertadores (1998). (2)Incluye datos de la Copa Campeones CONCACAF (1996 y 1999), Recopa CONCACAF (1994 y 1997), Pre Libertadores (1999) y Mundial de Clubes. |               |               |     |    |    |   |   |     |     |   |

## Selección nacional
Fue seleccionado nacional, aunque nunca tuvo la oportunidad de disputar un Mundial de fútbol, quizá por la salida de César Luis Menotti del Tri y el que se le haya tachado de "esquirol" cuando México jugó bajo protesta en la Copa América 1993.

## Palmarés

### Campeonatos nacionales
| Título               | Club             | País   | Año     |
| -------------------- | ---------------- | ------ | ------- |
| Copa México          | Deportivo Toluca | México | 1988-89 |
| Copa México          | I.D. Necaxa      | México | 1994-95 |
| Primera División     | I.D. Necaxa      | México | 1994-95 |
| Campeón de Campeones | I.D. Necaxa      | México | 1994-95 |
| Primera División     | I.D. Necaxa      | México | 1995-96 |
| Primera División     | I.D. Necaxa      | México | 1998    |

### Copas internacionales
| Título                  | Club        | Sede      | Año  |
| ----------------------- | ----------- | --------- | ---- |
| Recopa CONCACAF         | I.D. Necaxa | Miami     | 1994 |
| Copa Campeones CONCACAF | I.D. Necaxa | Las Vegas | 1999 |

### Distinciones individuales
| Distinción                                             | Año     |
| ------------------------------------------------------ | ------- |
| Mejor Defensa Central de la Primera División de México | 1990-91 |